# 싱어 빌딩
싱어 빌딩(Singer Building)은 맨해튼 브로드웨이와 리버티 가 사이에 있었던 마천루이다. 47층짜리 높이 187m로, '싱어 코퍼레이션'의 본사 건물로 1908년 준공했다. 1968년 재개발에 의해 없어졌으며, 현재 건물이 있던 자리에는 원 리버티 플라자가 세워져있다.

## 같이 보기
- 초기의 마천루